# Марьяновка (Донецкая область)
Марья́новка (укр. Мар'янівка) — село на Украине, находится в Старобешевском районе Донецкой области. Под контролем самопровозглашённой Донецкой Народной Республики.

## География

#### Соседние населённые пункты по сторонам света
Ю: Новосёловка, Обильное, Новобешево
ЮЗ: Андреевка, Червоное
З: Доля
СЗ, С, СВ: город Донецк
В: Ларино
ЮВ: Павлоградское

## Население
Население по переписи 2001 года составляло 1735 человек.

## Общие сведения
Код КОАТУУ — 1424582401. Телефонный код — 6253.

## История
6 августа 2014 года в ходе вооружённого конфликта на юго-востоке Украины в селе велись бои между украинскими силовиками и бойцами ДНР.